# Weißschwanzkolibri
Der Weißschwanzkolibri  oder Weißschwanzeupherusa (Eupherusa poliocerca) ist eine Vogelart aus der Familie der Kolibris (Trochilidae), die in Mexiko endemisch ist. Der Bestand ist laut IUCN gefährdet (Vulnerable). Die Art gilt als monotypisch.

## Merkmale
Der Weißschwanzkolibri erreicht eine Körperlänge von etwa 10 bis 11 cm, bei einem Gewicht 4,5 bis 5,2 g. Das Männchen hat einen geraden schwarzen Schnabel. Das Gefieder ist fast vollkommen smaragdgrün. Die rotbraunen Armschwingen heben sich von den dunklen Flügeln ab. Das zentrale Paar der Steuerfedern des leicht abgerundeten Schwanzes sind grün, die restlichen weiß. Das Weibchen hat eine grüne Oberseite und einen weißen Fleck hinter dem Auge. Die Ohrdecken sind dunkel grau. Die Unterseite ist hell grau, die Armschwingen weniger rotbraun gefärbt. Der Schwanz ähnelt dem der Männchen, doch haben die weißen äußeren Steuerfedern grüne Säume. Jungtiere ähneln den Weibchen, wobei die männlichen Jungtiere eine matt grüne Unterseite haben.

## Verhalten und Ernährung
Der Weißschwanzkolibri bezieht seinen Nektar u. a. von Pflanzen der Gattungen Inga, Kohleria, Lobelien, Malvaviscus,  Manettia, Psittacanthus und Hamelia. Bei der Nahrungsaufnahme ordnet er sich anderen Kolibris z. B. der Gattung der Amazilia-Kolibris unter.

## Fortpflanzung
Wenig ist über die Brutbiologie des Weißschwanzkolibris bekannt. Ein Nest wurde im Oktober entdeckt. Im Februar und April wurden Exemplare in Brutstimmung beobachtet. Ernst Hartert und Claudia Bernadine Elisabeth Hartert beschrieben das Nest als rundes kelchförmiges Nest aus Moos, das an der Außenseite mit meist weißen Flechten verziert ist. Die Innenseite war mit sehr weichem rotbraunem Farn, eventuell aus der Gattung der Königsfarne ausgekleidet. Der Außenradius beträgt ca. 50 mm, der Innenradius ca. 38 mm bei einer Nesttiefe von ca. 25 mm. Die zwei Eier sind ca. 12,5 × 9 mm groß.

## Lautäußerungen
Der Gesang besteht aus einem hellen, schnellen, flüssigen und piepsigen Trillern. Dieses dauert 2 bis 8 Sekunden mit mehr Getriller als im Blauscheitelkolibri (Eupherusa cyanophrys Rowley & Orr, 1964). Außerdem gibt er einen flüssigen summende, rollenden Tschilp von sich, der oft in ein rasselndes Getriller übergeht. Dieser erinnert an die Laute des Streifenschwanzkolibris (Eupherusa eximia (Delattre, 1843)).

## Verbreitung und Lebensraum

Verbreitungsgebiet des Weißschwanzkolibris

Der Weißschwanzkolibri bevorzugt immergrüne Wälder, Wolken- und Nebelwald, Waldränder und offene Waldungen sowie Plantagen in Höhenlagen zwischen 900 und 2400 Meter.

## Migration
Der Weißschwanzkolibri gilt normalerweise als Standvogel. Es wird vermutet, dass es eventuell als saisonaler Strichvogel zwischen den Höhenlagen wandert.

## Etymologie und Forschungsgeschichte
Die Erstbeschreibung des Weißschwanzkolibris erfolgte 1871 durch Daniel Giraud Elliot unter dem wissenschaftlichen Namen Eupherusa poliocerca. Das Typusexemplar stammte aus Putla Villa de Guerrero. Es war John Gould, der 1857 die neue Gattung Eupherusa einführte. Das Wort »Eupherusa« leitet sich aus den griechischen Worten »eu εὖ« für »gut« und »pherō φέρω« für »tragen« ab. Der Artname »poliocerca« ist ein griechisches Wortgebilde  aus »polios πολιος« für »grau« und »kerkos κερκος« für »Schwanz«.